# Oligopogon nigripennis
Oligopogon nigripennis är en tvåvingeart som beskrevs av Engel och Cuthbertson 1937. Oligopogon nigripennis ingår i släktet Oligopogon och familjen rovflugor. Inga underarter finns listade i Catalogue of Life.